# Kyösti
Kyösti ist ein männlicher Vorname.

## Herkunft und Bedeutung
Kyösti ist die Variante des Namens Gustaf/Gustav in der finnischen Sprache. Die Bedeutung aus dem altnordischen hergeleitet ist dementsprechend „Stütze der Goten“. Weitere finnische Varianten des Vornamens sind Kustavi und Kustaa.

## Namenstag
Der Namenstag wird in Finnland am 6. Juni gefeiert.

## Bekannte Namensträger
- Kyösti Haataja (1881–1956), finnischer Politiker
- Kyösti Kallio (1873–1940), finnischer Politiker (Minister- und Staatspräsident)
- Kyösti Laasonen (* 1945), finnischer Bogenschütze
- Kyösti Lehtonen (1931–1987), finnischer Ringer
- Kyösti Virrankoski (* 1944), finnischer Politiker